# LEV
Lev (tidligere Landsforeningen LEV) er en dansk forening, der har til formål at forbedre forholdene for mennesker med udviklingshandicap og deres pårørende. Foreningen blev stiftet i 1952 af forældre og andre pårørende til mennesker med udviklingshandicap.
Foreningen er en privat landsdækkende forening for mennesker med udviklingshandicap, pårørende og andre interesserede. Det økonomiske grundlag for Levs arbejde skyldes i høj grad støtten fra foreningens i dag ca. 10.000 medlemmer og andre interesserede. Levs årlige landsindsamling – Forglemmigej-dagen – finder sted den sidste fredag i august. Lev modtager desuden offentlig støtte i forbindelse med specifikke projekter. 
Lev er organisatorisk opbygget af et antal kommunekredse og et antal tilknyttede landsdækkede foreninger, der arbejder for mennesker med udviklingshandicap og deres pårørende. 
Hendes Majestæt Dronning Margrethe II gav i juni 2001 tilsagn om at være protektor for Lev. Hun overtog protektoratet fra Dronning Ingrids, der var foreningens protektor fra 1966 og frem til sin død i november 2000.
Levs landsformand er Anni Sørensen.

## Eksterne link
Levs hjemmeside